# Barnebya dispar
Barnebya dispar är en tvåhjärtbladig växtart som först beskrevs av August Heinrich Rudolf Grisebach, och fick sitt nu gällande namn av W.R. Anderson och B. Gates. Barnebya dispar ingår i släktet Barnebya och familjen Malpighiaceae. Inga underarter finns listade i Catalogue of Life.